# 野路毅彦
野路 毅彦（のじ たけひこ、1967年12月31日 - ）は、静岡放送のアナウンサー。編成業務局専門職局次長。京都府京都市北区出身。血液型はA型。
趣味は酸味の強い日本酒をたしなむ事（特にアイラ島のスコッチ・ウイスキーが好物）。

## 現在の担当番組

### テレビ
- 静岡発そこ知り - ナレーション
- 静岡新聞ニュース

### ラジオ
- SBSビッグナイター
- スポーツ中継
- 静岡新聞ニュース
- サンデークリニック

## 過去の担当番組
- SBSテレビ夕刊（SBSテレビ）
- 朝番長 - 月-水曜担当（SBSラジオ）
- SBSイブニングeye→イブアイしずおか - メインキャスター→ニュースキャスター→レポーター→コーナーナレーション（SBSテレビ）
- Soleいいね! - 月 - 火担当司会（2015年4月～2018年3月）（SBSテレビ）

## 受賞
- 第61回ギャラクシー賞ラジオ部門大賞　「SBSラジオギャラリー　方言アクセントエンターテインメント　～なまってんのは、東京の方かもしんねーんだかんな～」（2023年5月28日放送、企画・取材、番組進行役）[3]